# 雷德斯特里普鎮區 (阿肯色州斯通縣)
雷德斯特里普鎮區（英語：Red Stripe Township）是位於美國阿肯色州斯通縣的一個行政鎮區。

## 地方資料
雷德斯特里普鎮區的面積為42.49平方千米，當中陸地面積為42.01平方千米，而水域面積為0.48平方千米。根據2010年美國人口普查的數據，當地共有人口340人，而人口密度為每平方千米8人。